# فرنسيسكو خافيير توريس
فرنسيسكو خافيير توريس (بالإسبانية: Francisco Javier Torres) (12 مايو 1983 بليون في المكسيك - ) هو لاعب كرة قدم مكسيكي في مركز الوسط. شارك مع منتخب المكسيك تحت 20 سنة لكرة القدم ومنتخب المكسيك لكرة القدم. أما مع النوادي، فقد لعب مع سانتوس لاغونا ونادي أطلس ونادي أمريكا ونادي بويبلا ونادي تشياباس ونادي موريليا الرياضي.

## وصلات خارجية
- فرنسيسكو خافيير توريس على موقع قاعدة بيانات كرة القدم.إي يو (الإنجليزية)
- فرنسيسكو خافيير توريس على موقع ناشيونال فوتبول تيمز (الإنجليزية)
- فرنسيسكو خافيير توريس على موقع Soccerway.com (الإنجليزية)
- فرنسيسكو خافيير توريس على موقع AS.com (الإسبانية)